# José Seves
José Seves Sepúlveda (Santiago del Cile, 20 giugno 1948) è un polistrumentista e cantante cileno.

## Biografia
Nato a Santiago del Cile nel 1948, esordisce a metà degli anni '60 nel mondo della musica come voce solista del gruppo Los Dacks, con i quali incide un singolo all'interno del quale compare una canzone scritta insieme al chitarrista Orlando Salinas, Por que te quiero, canzone che successivamente verrà portata al successo dal gruppo Los Ángeles Negros.
Alla fine degli anni sessanta si sposta a Valdivia e si iscrive alla locale Università Tecnica contemporaneamente frequentando la scena musicale del posto legata al movimento della Nueva Canción Chilena. In questo contesto, nel 1970, incide un LP insieme alla musicista Anita Pradenas intitolato Anita y José. Alla realizzazione del disco partecipano alcuni musicisti degli Inti-Illimani che, di lì a poco, lo invitano ad unirsi al gruppo.
Esordisce con gli Inti-Illimani nel disco Autores chilenos (1971) e ne farà parte ininterrottamente fino al 1998 e all'album Lejanía, incidendo con il gruppo una trentina di album.
In questa lunga fase si distinguerà nel gruppo come una delle voci principali, come polistrumentista (suona chitarra, guitarrón mexicano, cajón, tiple, percussioni, quena, sikus) e come autore di molte delle canzoni incise dagli Inti-Illimani (dopo il direttore artistico Horacio Salinas è lui il componente degli Inti-Illimani ad aver scritto più canzoni per il gruppo).
Il colpo di Stato in Cile del 1973 sopprime nel sangue il governo Allende democraticamente eletto, mettendo fine contemporaneamente anche alle esperienze musicali legate al movimento della Nueva Canción Chilena. Gli Inti-Illimani in quei giorni si trovano in tour in Italia, dove decidono di stabilirsi in esilio. Qui, prima a Genzano e poi a Roma, Seves vive dal 1973 al 1988.
Dal 1988, come gli altri componenti del gruppo, fa ritorno e torna a vivere nella sua madrepatria.
Lasciato il gruppo esordisce come solista nel 1999 con il disco Hata, cantos de aldea con il quale inizia anche una lunga e feconda collaborazione artistica con la musicista e cantautrice Elizabeth Morris. Tra il 2000 e il 2001, brevemente rientra negli Inti-Illimani, ma senza incidere con loro alcun disco.
In quegli stessi anni collabora, in studio e dal vivo, con Daniele Sepe al progetto, che produrrà anche un CD, intitolato Conosci Victor Jara?.
Nel 2002 esce il suo secondo album da solista, Canto remolino.
Nel 2004 entra a far parte stabilmente degli Inti-Illimani Histórico, il gruppo il cui nucleo è costituito, oltre lui, da altri due componenti storici degli Inti-Illimani: Horacio Salinas e Horacio Duran.
Tra gli altri artisti con i quali ha collaborato si segnalano i gruppi Congreso, Schwenke y Nilo, Santiago Del Nuevo Extremo, Sexto Piso, Mangle, Los del Maipo, gli italiani Taifa e i musicisti Patricio Manns, Magdalena Matthey, Antonio Breschi e Pippo Pollina.
Ha scritto una decina di brani per la colonna sonora dello sceneggiato L'assedio, regia di Silvio Maestranzi, trasmesso dalla Rai in due puntate nel 1980.
È stato anche coautore nel 2013 del libro Canto de las estrellas: Un homenaje a Víctor Jara, scritto insieme al poeta Moisés Chaparro e al sociologo David Spener, e voce recitante in una scena del film Il postino.

## Discografia parziale

### Album in studio
- 1970 - Anita y José (in duo con Anita Pradenas)
- 1999 - Hata, cantos de aldea
- 2002 - Canto remolino
- 2015 - La libertad del silencio (in duo con Horacio Duran)

### Album con gli Inti-Illimani
- 1971 - Autores chilenos
- 1972 - Canto para una semilla
- 1973 - Canto de pueblos andinos vol. 1
- 1973 - Viva Chile!
- 1974 - Inti-Illimani 2 - La nueva canción chilena
- 1975 - Inti-Illimani 3 - Canto de pueblos andinos
- 1975 - Inti-Illimani 4 - Hacia la libertad
- 1976 - Inti-Illimani 5 - Canto de pueblos andinos vol. II
- 1977 - Inti-Illimani 6
- 1978 - Canto per un seme
- 1978 - Canto para una semilla
- 1979 - Inti-Illimani 8 - Canción para matar una culebra
- 1979 - Jag vill tacka livet - 13 sänger av Violeta Parra (con Arja Saijonmaa)
- 1980 - En directo
- 1981 - Palimpsesto
- 1982 - Flight of the Condor (split con i Guamary)
- 1982 - Con la razón y la fuerza (con Patricio Manns)
- 1984 - Sing to Me the Dream (con Holly Near)
- 1984 - Imaginación
- 1985 - La muerte no va conmigo (con Patricio Manns)
- 1985 - Chant pour une semence
- 1986 - De canto y baile
- 1987 - Fragments of a Dream (con John Williams e Paco Peña)
- 1990 - Leyenda (con John Williams e Paco Peña)
- 1992 - Conciertos Italia '92
- 1993 - Andadas
- 1996 - Arriesgaré la piel
- 1997 - En vivo en el Monumental
- 1998 - Lejanía

### Album con gli Inti-Illimani Histórico
- 2005 – Música en la memoria Inti+Quila juntos en Chile (con i Quilapayún)
- 2006 – Antologia en vivo
- 2006 – Esencial
- 2010 – Travesura
- 2012 – Eva Ayllón + Inti-Illimani Histórico (con Eva Ayllón)
- 2014 – Inti-Illimani Histórico canta a Manns
- 2016 – Fiesta 50 años
- 2018 – Malé

### Singoli
- 1966 - Porque te quiero/Nunca te olvidaré (con i Los Dacks)
- 1967 - Morena/Tierna como tú